# The Alaskan Eskimo
Pour plus de détails, voir Fiche technique et Distribution.
The Alaskan Eskimo est un court métrage documentaire américain réalisé par Alfred Milotte, sorti en 1953. 
Ce documentaire, produit par Walt Disney Productions, fait partie de la collection People and Places.

## Fiche technique
- Titre : The Alaskan Eskimo
- Réalisateur : Alfred Milotte
- Producteur : Walt Disney
- Production : Walt Disney Productions
- Durée : 27 min
- Date de sortie : 18 février 1953

## Commentaires
Le film ainsi que les coulisses du tournage ont été diffusés à la télévision le 24 octobre 1956, comme un épisode de Walt Disney Presents sur ABC sous le nom Behind the Cameras in Lapland; The Alaskan Eskimo.

## Récompenses et distinctions
Le film a obtenu l'Oscar du meilleur court métrage documentaire en 1954.